# Konstpop
Konstpop, är en löst definierad form av popmusik inspirerad av popkonstens förening av finkultur och populärkultur. Konstpop strävar efter att skapa samma värden som till exempel klassisk musik och poesi, men lanseras oftast av kommersiellt inriktade skivbolag.
Konstpop uppstod i mitten av 1960-talet när grupper som The Beatles och Beach Boys och musikproducenten Phil Spector började föra in inslag av klassisk och symfonisk musik i sina verk. Efter att The Beatles stilbildande Sergeant Pepper's Lonely Hearts Club Band etablerat konceptalbumet följdes det av en lång rad konstnärligt utformade popalbum i slutet av 1960-talet, och utvecklades även till den mer bombastiska och klassiskt influerade konstrocken.
I USA var konstpop mer litterärt inriktat med låtskrivare som Bob Dylan, Joni Mitchell, Paul Simon, Leonard Cohen och Laura Nyro. 1970-talet blev en storhetstid för konstpop med artister som David Bowie och Roxy Music och traditionen vidareutvecklades senare med musikaliska stilar som postpunk, syntpop och new romantic. Exempel på andra representanter för konstpop är bland andra Talking Heads, Peter Gabriel, Laurie Anderson, Pavement och Beck.